# Нейромаркетинг
Нейромаркетинг — нове поле маркетингових досліджень, яке вивчає сенсорні, когнітивні та емоційні відповіді споживачів на маркетингові стимули.

## Сфери інтересів
Дослідники використовують такі технології, як функціональну магнітно-резонансну томографію (МРТ) для вимірювання змін у діяльності в різних частинах мозку, електроенцефалографію (ЕЕГ) і топографію для вимірювання активності в конкретному регіональному спектрі мозкових відповідей, та / або датчики для вимірювання змін фізіологічного стану, також відомих як біометричні датчики, у тому числі (датчики частоти серцевих скорочень і частоти дихання, датчики шкірно-гальванічних реакцій), щоб дізнатися, чому споживачі приймають відповідні рішення і які області мозку відповідальні за ці рішення. Нейромаркетингова діяльність швидко розширюється в обох академічному та бізнес колах. Фактично, деякі досить амбітні компанії, для передбачення поведінки споживачів, інвестують в свої власні нейромаркетингові лабораторії, наукових працівників та / або партнерські програми з науково-дослідницькими центрами
Такі компанії, як Google, CBS, Frito-Lay, та E-Television серед інших використовували нейромаркетинг для виміру споживчих думок про свою рекламу чи продукцію.
У той час як походження терміна «нейромаркетинг» було приписане Елу Шмідту в 2002 році, насправді слово було у використанні набагато раніше. Ще у кінці 1990-х років, були створені нейромаркетингові компанії «Neurosense» (Велика Британія) і «Gerry Zaltmann» (США). Фонд досліджень споживачів компанії Unilever (CREF) теж публікував офіційні документи про потенційне застосування нейромаркетінгу до 2002 року.

## Історія
Хоча термін «Нейромаркетинг» був придуманий в 2002 році, корені нейромаркетингу походять від грецького філософа Платона (Chariot Allegory, Phaedrus). Філософія Платона, котру можна було б зобразити як колісницю, яку тягнуть два коні, була першою, що поєднувала характер людини з її душею (розумом). Один кінь символізує людські емоції (Система 1), а інший людське мислення (Система 2). Тим не менше, ця теорія Платона була проігнорована, оскільки було простіше дослідити модель і прогнозоване міркування споживача, ніж передбачити їх емоції (Мільковіч та ін., 2010, стор. 274). Відтак, філософія Платона еволюціонувала в концепії нейромаркетингу.

## Система 1 та Система 2
Ґрунтуючись на нейромаркетинговій концепції прийняття рішення, споживацькі рішення, щодо купівлі покладаються на Систему 1 або на Систему 2 або на «двох коней і колісницю» Платона. Рішення, керовані Системою 1 інтуїтивні, несвідомі, не вимагають зусиль, швидкі і емоційні. На відміну від цього, рішення керовані Системою 2 є навмисними, свідомими, повільними і цілеспрямованими. У поведінці споживачів, ці процеси відповідають за щоденні рішення щодо купівлі товарів. Тим не менш, Zurawicki (2010) вважає, що рішення про покупку керуються настроєм і емоціями покупця; роблячи висновок, що нав'язливі і\чи спонтанні покупки керуються Системою 1.

## Нейромаркетингова концепція
Концепція нейромаркетингу була розроблена психологами Гарвардського університету в 1990 році. Технологія заснована на моделі, в якій основна частина людського мислення (більше 90 %), у тому числі емоції, відбувається в підсвідомій області, яка знаходиться нижче рівня контрольованого усвідомлення. З цієї причини, технологи нейромаркетингового сприйняття є дуже зацікавленими у розумінні методів ефективного маніпулювання підсвідомою діяльністю мозку. Основним сенсом цього є, виклик бажаної реакції в сприйнятті людини у якомога глибших рівнях цього сприйняття.
Основою нейромаркетингу є «мем» (за Річардом Докінзом — одиниця культурної інформації подібна генам).
Мем — одиниця інформації, що зберігається в мозку. Ці одиниці є ефективними для впливу на людину, яка робить вибір і приймає рішення, діють в межах 2,6 секунд. Якщо «мем» обраний вірно — ми запам'ятаємо позитив, жарти чи пісню і будемо ними ділитися. «Меми залишаються в пам'яті, і маркетологи можуть на них впливати».
Приклади мемів: Аромати свіжого хліба, солодощів, пирога бабусі; персонажі казок; мелодії, які надовго залишаються у нашій пам'яті.
Таким чином нейромаркетологи вивчають людей (сканування мозку, виявлення підсвідомих мотивів) і можуть спробувати маніпулювати ними за допомогою відповідних мемів.
Найвідомішу технологію нейромаркетинга було розроблено в кінці 1990-х років професором Гарвардського університету Джеррі Зальтменом (Gerald Zaltman), коли він був запатентований під назвою «Zaltman Metaphor Elicitation Technique» (ZMET). Суть ZMET зводиться до вивчення людської підсвідомості за допомогою спеціально підібраних наборів зображень, які викликають позитивний емоційний відгук і активують підсвідомі зображення, метафори, стимулюючі покупку. Графічні колажі побудовані на базі виявлених зображень, котрі лежать в основі рекламних роликів. Маркетингова технологія ZMET швидко завоювала популярність серед сотень великих компаній-клієнтів, включаючи Coca-Cola, General Motors, Nestle, Procter & Gamble.

## Coca-cola проти Pepsi
У дослідженні, проведеному групою Ріда Монтага, опублікованому у журналі «Нейрон» було проскановано мозок 67 людей в той же час, коли вони брали участь у сліпій дегустації з Coca-Cola і Pepsi. Людям потрібно було з двох склянок (в одній Coca-Cola в іншій Pepsi, але склянки позначені не були) обрати одну. Половина суб'єктів обрала Pepsi, так як Pepsi, як правило, виробляє більш сильну реакцію, ніж Coca-Cola, у вентромедіальній префронтальній корі їх мозку, області мозку, яка, як вважається, обробляє відчуття винагороди. Але пізніше, коли людям, під час дегустації сказали, що вони п'ють Coca-cola (незалежно від того, правда це була чи ні) — три чверті сказали, що Coca-cola смачніше. Активність їх мозку також змінилася. Тепер активувалися бічна префронтальна кора, область мозку, що, як вважається, керує здібностями впізнавати обє'кти на високому рівні, і гіпокамп, область, пов'язана з пам'яттю. Все це вказувало на те, що споживачі думали про Coca-cola і співвідносили ці думки зі спогадами та іншими враженнями. Результати показали, що Pepsi повинні мати долю ринку у 50 %, але насправді споживачі купують Coca-cola з причин, пов'язаних не з смаком, а більше з їх досвідом і спогадами з брендом Coke.

## Критика
Деякі організації захисту прав споживачів, такі, як Центр Цифрової Демократії, критикують нейромаркетинг, як потенційно інвазивну технологію. Джефф Честер, виконавчий директор організації, стверджує, що нейромаркетинг «впливає на окремих осіб, так, що вони навіть не поінформовані про цей вплив.» Крім того, він стверджує, що хоча історично не існує законного регулювання реклами для дорослих, у зв'язку з тим, що дорослі мають захисні механізми для розуміння того, що вірно і невірно — тепер, з появою нейромаркетингу, такі регулювання мають бути створені, якщо реклама в даний час спеціально розроблена для обходу цих механізмів раціональної оборони…"
Джозеф Турів, професор комунікації в Університеті Пенсільванії, характеризує нейромаркетинг як ще одну реінкарнацію марних спроб рекламодавців знайти нетрадиційні підходи до збору думок споживачів. Його цитують, «Завжди існував святий Грааль в рекламі, щоб спробувати дістатися до людей „підшкірним“ чином. Великі корпорації та дослідницькі фірми стрибають у нейромаркетинговий „вагон з оркестром“, тому що вони відчайдушно потребують якого-небудь нового методу, щоб допомогти їм прорватися через весь цей маркетинговий безлад. Це стосується самої природи промисловості і тривоги, що охоплює систему, так само як і всього іншого.»
Прихильники, проте, стверджують, що суспільство буде мати вигоду з нейромаркетингових інновацій. Німецький нейробіолог Кай-Маркус Мюллер пропонує нейромаркетингову варіацію «нейроціноутворення», яка використовує дані зі сканування мозку, щоб допомогти компаніям визначити найвищі ціни, котрі споживачі платитимуть за продукт. Мюллер каже: «виграють усі за допомогою цього методу, тому що ціни, протестовані на мозку, дозволяють фірмам збільшити прибуток, підвищуючи тим самим перспективи виживання в умовах економічного спаду.»
Професор Т.Ремсой зазначає, що використання нейромаркетингових методів для визначення сторін продукту та реклами, котрі можна покращити для споживачів, звичайно є позитивною стороною як для компанії виробника, так і для самих споживачів.

## Інше
На сайті онлайн-навчання coursera.org існує курс «Введення у нейромаркетинг» (An Introduction to Consumer Neuroscience & Neuromarketing) від Копенгагенської Школи Бізнесу.

## Читати по темі
- Dawkins, Richard (1976). The Selfish Gene. Oxford: Oxford University Press. ISBN 0-19-286092-5.
- Renvoisé, Patrick; Morin, Christophe (2007). Neuromarketing: Understanding the "Buy Buttons" in Your Customer's Brain. Nashville: Thomas Nelson. ISBN 9780785226802.
- Żurawicki, Leon (2010). Neuromarketing: Exploring the Brain of the Consumer. New York: Springer-Verlag. ISBN 9789089651877.
- Lindström, Martin (2010). Buyology: Truth and Lies About Why We Buy. New York
- Zaltman, Gerald (2003). How Customers Think: Essential Insights into the Mind of the Markets. Boston